# Мёллер, Петер
Пе́тер Мёллер Ни́льсен (дат. Peter Møller Nielsen; род. 23 марта 1972, Фредериксхавн, Северная Ютландия) — датский футболист, нападающий известный по выступлениям за «Копенгаген», «Брондбю» и сборную Дании. Участник Чемпионата мира 1998 и Олимпийских игр в Барселоне.

## Клубная карьера
В 1990 году Мёллер начал свою карьеру в клубе «Ольборг». В 1992 и 1993 годах Петер дважды становился лучшим бомбардиром датской Суперлиги. В 1994 году он был отдан в аренду в швейцарский «Цюрих», а после возвращения решил покинуть «Ольборг». Его новым клубом стал «Брондбю» с которым Мёллер дважды выиграл чемпионат. В 1997 году Петер перешёл в нидерландский ПСВ и несмотря на не слишком убедительное выступление попал в заявку национальной команды на Чемпионат Мира во Франции. После мундиаля он перешёл в испанский «Овьедо». В новой команде Петер почти не забивал, поэтому в 2000 и 2001 годах выступал на правах аренды за «Брондбю» и английский «Фулхэм».
В 2001 году Мёллер вернулся в «Копенгаген». Сначала он подвергался критике со стороны фанатов клуба, но после того, как Петер забил несколько важных голов, давление на него снизилось. Он дважды помог команде выиграть чемпионат, а также завоевать Кубок Дании. Мёллер провёл в клубе четыре сезона, в 2005 году он завершил карьеру.

## Международная карьера
В 1990 году Мёллер дебютировал за молодёжную сборную Дании. За которую он забил 16 мячей в 22 матчах. В 1992 году он принял участие в Олимпийских играх в Барселоне. В сентябре 1991 года Петер дебютировал за сборную Дании. 2 июня 1993 года в отборочном матче чемпионата мира 1994 против сборной Албании он забил свой первый гол за национальную команду.
В 1998 году Мёллер попал в заявку на Чемпионат Мира во Франции. На турнире он принял участие в матчах против сборных Бразилии и Нигерии в ворота которой он забил один из голов.

## Статистика

### Матчи Мёллера за сборную Дании
| Матчи Мёллера за сборную Дании | Матчи Мёллера за сборную Дании | Матчи Мёллера за сборную Дании | Матчи Мёллера за сборную Дании | Матчи Мёллера за сборную Дании | Матчи Мёллера за сборную Дании |
| ------------------------------ | ------------------------------ | ------------------------------ | ------------------------------ | ------------------------------ | ------------------------------ |
| №                              | Дата                           | Соперник                       | Счёт                           | Голы Мёллера                   | Соревнование                   |
| 1                              | 4 сентября 1991                | Исландия                       | 0:0                            | —                              | Товарищеский матч              |
| 2                              | 23 сентября 1992               | Литва                          | 0:0                            | —                              | Чемпионат мира 1994 (отбор)    |
| 3                              | 2 июня 1993                    | Албания                        | 4:0                            | 1                              | Чемпионат мира 1994 (отбор)    |
| 4                              | 14 августа 1996                | Швеция                         | 1:0                            | —                              | Товарищеский матч              |
| 5                              | 9 октября 1996                 | Греция                         | 2:1                            | —                              | Чемпионат мира 1998 (отбор)    |
| 6                              | 9 ноября 1996                  | Франция                        | 1:0                            | —                              | Товарищеский матч              |
| 7                              | 20 августа 1997                | Босния и Герцеговина           | 0:3                            | —                              | Чемпионат мира 1998 (отбор)    |
| 8                              | 10 сентября 1997               | Хорватия                       | 3:1                            | —                              | Чемпионат мира 1998 (отбор)    |
| 9                              | 11 октября 1997                | Греция                         | 0:0                            | —                              | Чемпионат мира 1998 (отбор)    |
| 10                             | 25 марта 1998                  | Шотландия                      | 1:0                            | —                              | Товарищеский матч              |
| 11                             | 28 мая 1998                    | Швеция                         | 0:3                            | —                              | Товарищеский матч              |
| 12                             | 5 июня 1998                    | Камерун                        | 1:2                            | 1                              | Товарищеский матч              |
| 13                             | 28 июня 1998                   | Нигерия                        | 4:1                            | 1                              | Чемпионат мира 1998            |
| 14                             | 3 июля 1998                    | Бразилия                       | 2:3                            | —                              | Чемпионат мира 1998            |
| 15                             | 19 августа 1998                | Чехия                          | 0:1                            | —                              | Товарищеский матч              |
| 16                             | 5 сентября 1998                | Беларусь                       | 0:0                            | —                              | Чемпионат Европы 2000 (отбор)  |
| 17                             | 18 августа 1999                | Нидерланды                     | 0:0                            | —                              | Товарищеский матч              |
| 18                             | 30 апреля 2003                 | Украина                        | 1:0                            | —                              | Товарищеский матч              |
| 19                             | 26 марта 2005                  | Казахстан                      | 3:0                            | 2                              | Чемпионат мира 2006 (отбор)    |
| 20                             | 30 марта 2005                  | Украина                        | 0:1                            | —                              | Чемпионат мира 2006 (отбор)    |

Итого: 20 матчей / 5 голов; 9 побед, 5 ничьих, 6 поражений.

## Достижения
Командные
«Брондбю»
- Чемпион Дании (2): 1995/96, 1996/97
- Обладатель Кубка Дании: 1990

Индивидуальные
- Лучший бомбардир датской Суперлиги: 1991/92, 1992/93